# زوبین

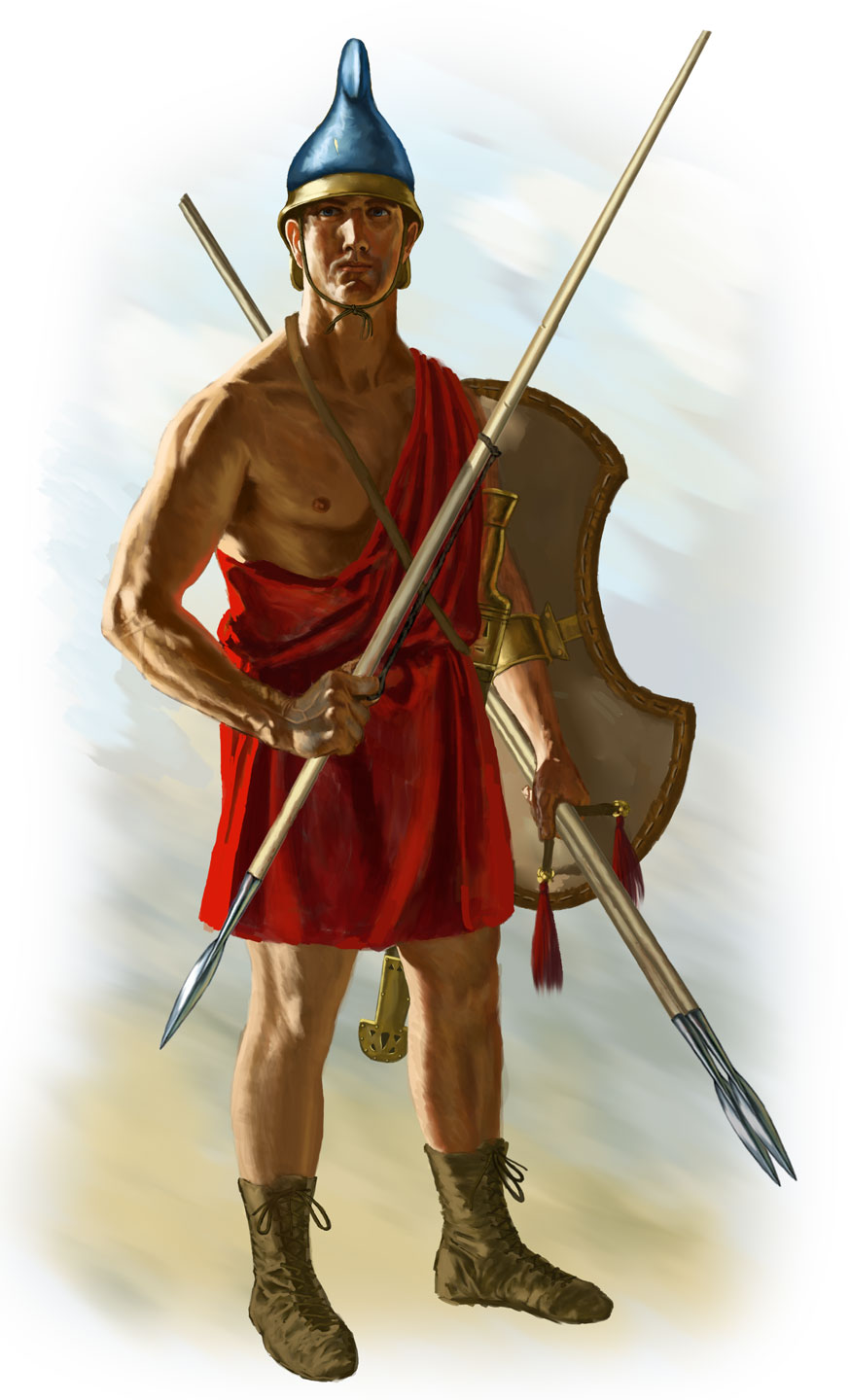

زوبین، ژوبین یا ژوپین، نیزه کوتاه و سبکی است که برای پرتاب استفاده می‌شود. زوبین به‌طور تاریخی یک جنگ افزار دورزن برای جنگ یا شکار بوده‌است اما اکنون بیشتر برای ورزش به کار برده می‌شود. نیزه‌ای که در رشتهٔ پرتاب نیزه پرتاب می‌شود در واقع زوبین است.
زوبین در قدیم ژوبین یا ژوپین هم تلفظ می‌شده و در شاهنامه فردوسی ژوبین آمده‌است. این واژه به عنوان نام هم به کار می رفته و نام پسر کیکاووس در شاهنامه ژوبین بوده‌است.